# 久田信行
久田 信行（ひさた のぶゆき、1949年5月 - ）は、日本の心理学者。専門は障害児心理学。現在は群馬大学教育学部学校教育教員養成講座障害児教育専攻教授を経て、群馬医療福祉大学社会福祉学部特任教授。

## 来歴・人物
- 1949年5月　鹿児島県で出生。
- 1973年3月　鹿児島大学法文学部文学科心理学専攻卒業 。
- 1978年3月　九州大学大学院教育学研究科教育心理学専攻単位取得満期退学。

群馬大学教育学部学校教育講座障害児教育専攻教授を経て、群馬医療福祉大学社会福祉学部特任教授。

## 専門分野
- 障害児教育における障害児心理学

（教育動作学）

## 著書・論文

### 著書
- 『動作訓練入門』 （心理リハビリテイション研究所発行、1976年）
- 『心理リハビリテイションの進歩』 （心理リハビリテイション研究所発行、1979年）
- 『入門障害児保育の原理』 （学習研究社、1981年）
- 『動作訓練による多動児の行動変容』 （成瀬悟策編『心理リハビリテイションの展開―精神の発達と活性化への働きかけ―』心理リハビリテイション研究所発行、1982年）
- 『現代心理学への提言』 （九州大学出版会、1984年）
- 『障害児のための動作法』 （東京書籍、1984年）
- 『発達障害児の心理臨床』 （九州大学出版会、1985年）
- 『発達を促す指導のコツ』 （学苑社、1988年）
- 『発達障害療育訓練ハンドブック第1集』 （日本精神薄弱者福祉連盟発行、1988年）
- 『動作とこころ』 （九州大学出版会、1989年）
- 『発達障害療育訓練ハンドブック第3集』 （日本精神薄弱者福祉連盟発行、1990年）
- 『障害児指導の方法』 （学苑社、1990年）
- 『発達障害臨床学』 （学苑社、1992年）
- 『教育臨床動作法』 （現代のエスプリ別冊・至文堂、1992年）
- 『日常生活動作・作業動作の指導方法』 （学習研究社、養護・訓練指導ハンドブック、1993年）
- 『実験動作学』 （現代のエスプリ別冊・至文堂、2000年）
- 『障害動作法』 （学苑社、2002年）

### 論文
- 『行動障害を伴う重複障害幼児の動作学習過程の分析　―腕あげ動作の角運動パターンの検討―』国立特殊教育総合研究所研究紀要 （大学・研究所等紀要、1986年）
- 『障害幼児の親子関係への援助　―母子の遊びへの援助を中心に―』　国立特殊教育総合研究所 特別研究中間報告書「障害幼児の発達診断と教育的処遇に関する研究」 （1987年）
- 『医療系教育の臨床実習における臨床実習指導者の指導行動に関する学生の認知』　群馬大学教育学部紀要　人文・社会科学編 （大学・研究所等紀要、2001年）

他 

## 所属学会
- 日本特殊教育学会
- 日本心理学会
- 日本リハビリテイション心理学会
- 日本心理臨床学会